# Regelation
Unter Regelation (lat. re-gelare = wieder gefrieren) versteht man die Druckabhängigkeit des Phasenübergangs zwischen festem und flüssigem Aggregatzustand bei Stoffen, deren Schmelze eine höhere Dichte aufweist als ihre feste Phase (Dichteanomalie, z. B. bei Wasser).

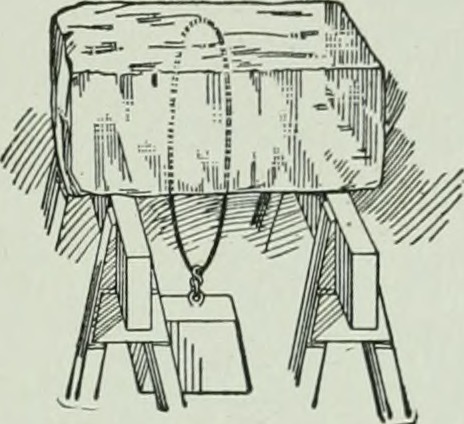
Klassisches Experiment, bei dem die Regelation eines Eisblocks untersucht wird, während ein gespannter Draht durch ihn hindurchgeführt wird.

Die Regelation bewirkt zum Beispiel die Verflüssigung von Eis bei Druckzunahme und das Wiedergefrieren bei Druckabfall.